# أوين كينغ (مؤلف)
أوين كينغ (بالإنجليزية: Owen King) (و. 1977  م) هو مؤلف، وروائي، وكاتب أمريكي، ولد في مين.

## التعليم
تعلم في كلية فاسار، وتعلم في جامعة كولومبيا، وتعلم في كلية الفنون في جامعة كولومبيا ‏
.